# مارتون فولوپ
مارتون فولوپ (مجاری: Márton Fülöp; ۳ مهٔ ۱۹۸۳ – ۱۲ نوامبر ۲۰۱۵) بازیکن فوتبال اهل مجارستان بود.
از باشگاه‌هایی که در آن بازی کرده‌است می‌توان به باشگاه فوتبال لستر سیتی، باشگاه فوتبال استوک سیتی، باشگاه فوتبال وست برومویچ آلبیون، باشگاه فوتبال کاونتری سیتی، باشگاه فوتبال ساندرلند، باشگاه فوتبال ام‌تی‌کی بوداپست، باشگاه فوتبال منچستر سیتی، باشگاه فوتبال ایپسویچ تاون، باشگاه فوتبال چسترفیلد، باشگاه فوتبال تاتنهام هاتسپر، و باشگاه فوتبال آستراس تریپولی اشاره کرد.
وی همچنین در تیم‌های ملی فوتبال زیر ۲۱ سال مجارستان و مجارستان بازی کرده‌است.
در سال ۲۰۱۳، فولوپ اعلام کرد که پس از برداشتن یک تومور بدخیم از بازوی خود، در حال گذراندن دوران نقاهت است. در سال ۲۰۱۴، او اعلام کرد که برای بازگشت به ورزش آماده می‌شود. اما وی در ۱۲ نوامبر ۲۰۱۵ در سن ۳۲ سالگی بر اثر سرطان درگذشت.